# Henry Jarvis Raymond
Henry Jarvis Raymond, född den 24 januari 1820 i Lima, staten New York, död den 18 juni 1869 i New York, var en amerikansk tidningsman och politiker.
Raymond grundlade 1851 tidningen New York Times, vars huvudredaktör och främste ägare han sedan var till sin död. Han tillhörde whigpartiets radikala flygel, bekämpade ivrigt slaveriet och tog livlig andel i det republikanska partiets stiftande 1856. Under inbördeskriget 1861–1865 stödde han i allmänhet Lincolns politik, och efter dennes död motsatte han sig den segrande repressaliepolitiken mot sydstaterna, något som kostade honom det stora inflytande han dittills utövat inom det republikanska partiet. Han var ledamot av kongressens representanthus 1865–1867. Raymond inlade stora förtjänster om höjandet av den amerikanska journalistikens allmänna ton.